# 황진 초상
황진 초상(黃進 肖像)은 대한민국 경기도 용인시 경기도박물관에 있는, 조선시대의 초상이다. 2009년 3월 10일 경기도 유형문화재 제211호로 지정되었다.

## 개요
황진초상은 바로 앞 시기인 정사공신도상과 많은 부분에서 일치하며, 황성원 초상과 함께 유일한 영사공신상이다.

## 같이 보기
- 장원군황성원부자영정 - 구 충청북도의 유형문화재 제202호
- 황성원 초상 - 경기도 유형문화재 제210호

## 참고 자료
- 황진 초상 - 국가유산청 국가유산포털